# Szalatnak
Szalatnak es un pueblo ubicado en el distrito de Komló, en el condado de Baranya, Hungría.

## Superficie
Posee una superficie de 10,28 kilómetros cuadrados.

## Demografía
Hasta 2019 la población era de 284 habitantes, con una densidad de población de 27,63 habitantes por kilómetro cuadrado.